# Psychrophrynella condoriri
Espèce
Synonymes
- Phrynopus condoriri De la Riva, Aguayo & Padial, 2007

Statut de conservation UICN

 DD  : Données insuffisantes
Psychrophrynella condoriri est une espèce d'amphibiens de la famille des Craugastoridae.

## Répartition
Cette espèce est endémique de la province de Larecaja dans le département de La Paz en Bolivie. Elle se rencontre à Amaguaya à 3 760 m d'altitude dans la cordillère Orientale.

## Description
Cette espèce mesure de 15,9 à 28,1 mm.

## Étymologie
Le nom de cette espèce vient du cerro Condoriri dans la cordillère Real.

## Publication originale
- De la Riva, 2007 : Bolivian frogs of the genus Phrynopus, with the description of twelve new species (Anura: Brachycephalidae). Herpetological Monographs, vol. 21, p. 241-277 (texte intégral).